# Championnats d'Afrique de gymnastique rythmique 2009
Les championnats d'Afrique de gymnastique rythmique 2009 se déroulent du 29 janvier au 5 février 2009 au Caire, en Égypte.
Les championnats comprennent des épreuves seniors et juniors. 
Cette édition est organisée conjointement avec les Championnats d'Afrique de gymnastique artistique 2009.

## Médaillées
| Épreuve                       | Or                     | Argent            | Bronze                 |
| ----------------------------- | ---------------------- | ----------------- | ---------------------- |
| Finales individuelles seniors |                        |                   |                        |
| Concours général              | Sibongile Mjekula      | Stephanie Sandler | Grace Matsetsa Legote  |
| Finales individuelles junior  |                        |                   |                        |
| Concours général              | Heba Khaled El Bourini | Yasmine Rostom    | Gasenthe Tarek El Deep |